# Sarsamphiascus profundus
Sarsamphiascus profundus is een eenoogkreeftjessoort uit de familie van de Miraciidae. De wetenschappelijke naam van de soort is voor het eerst geldig gepubliceerd in 1979 door Becker & Schriever.